# Hypersypnoides
Hypersypnoides é um gênero de traça pertencente à família Arctiidae.